# Grata Recordatio

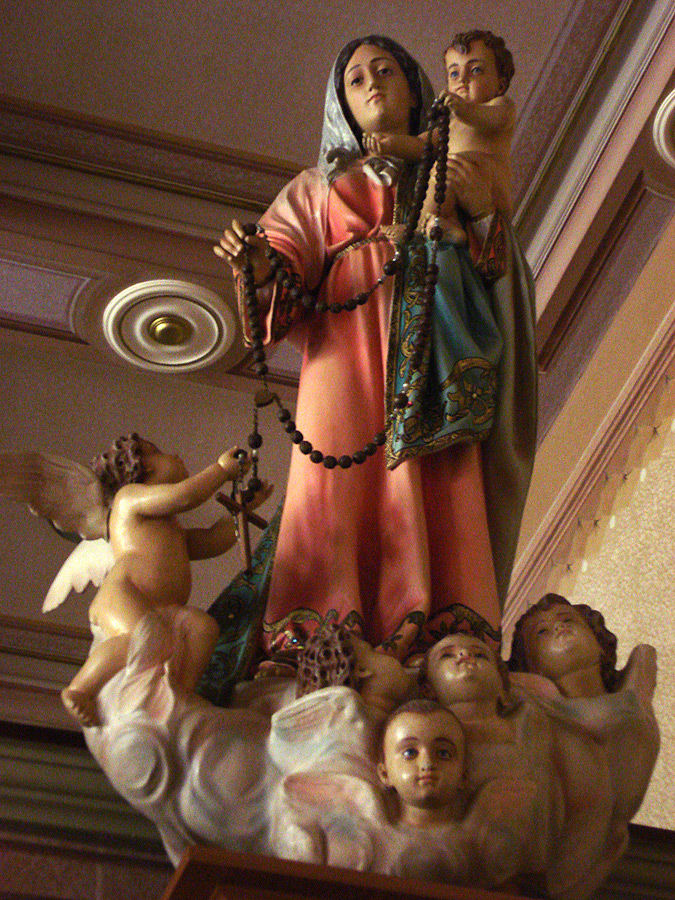
Madonna met de Rozenkrans, in de Kapel Nosso Senhor dos Passos, Santa Casa de Misericórdia, Porto Alegre, Brazilië (19e-eeuws, onbekende kunstenaar)

Grata Recordatio (Latijn voor Onder de plezierige herinneringen) is een encycliek van paus Johannes XXIII die verscheen op 29 september 1959. Ze gaat over het rozenkransgebed, als gebed voor kerk, missie en internationale problemen.
Johannes herinnert aan de verschillende encyclieken (de plezierige herinneringen van zijn jeugd) van paus Leo XIII met betrekking tot de rozenkrans - Leo schreef er in totaal zeven - en bevestigt Leo's aanduiding van de maand oktober als rozenkransmaand. In de encycliek benadrukt de paus het belang van de rozenkrans. Ook vraagt hij aandacht voor het werk van de missie. Het rozenkransgebed acht de paus bij uitstek geschikt voor gebedsintenties ten behoeve van de wereldleiders. Ten slotte vraagt de paus de rozenkrans te bidden ten behoeve van het Tweede Vaticaans Concilie:
dat het concilie moge bijdragen aan de wonderbaarlijke groei van de kerk en dat de hernieuwde geestdrift voor Christelijke waarden, die dit Concilie hoopt teweeg zal brengen, ook moge dienen als een uitnodiging en een prikkel tot hereniging voor onze broeders en kinderen, die nu nog gescheiden zijn van de Heilige Stoel..
Met deze broeders en kinderen werden de Protestantse Kerken bedoeld, dit in overeenstemming met voornoemd Tweede Vaticaans Concilie.